# Villa Roncioni

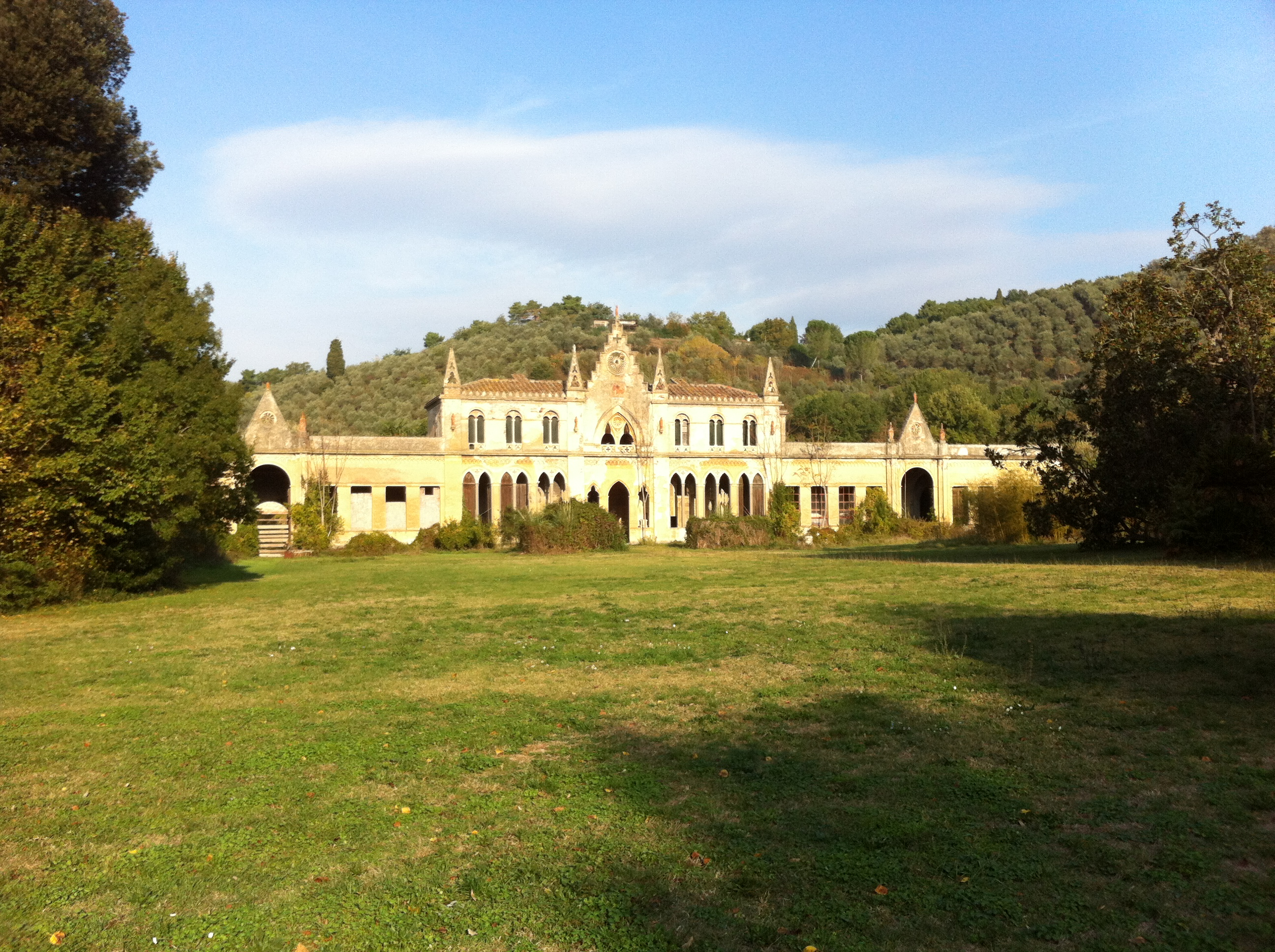
Bigattiera di Villa Roncioni

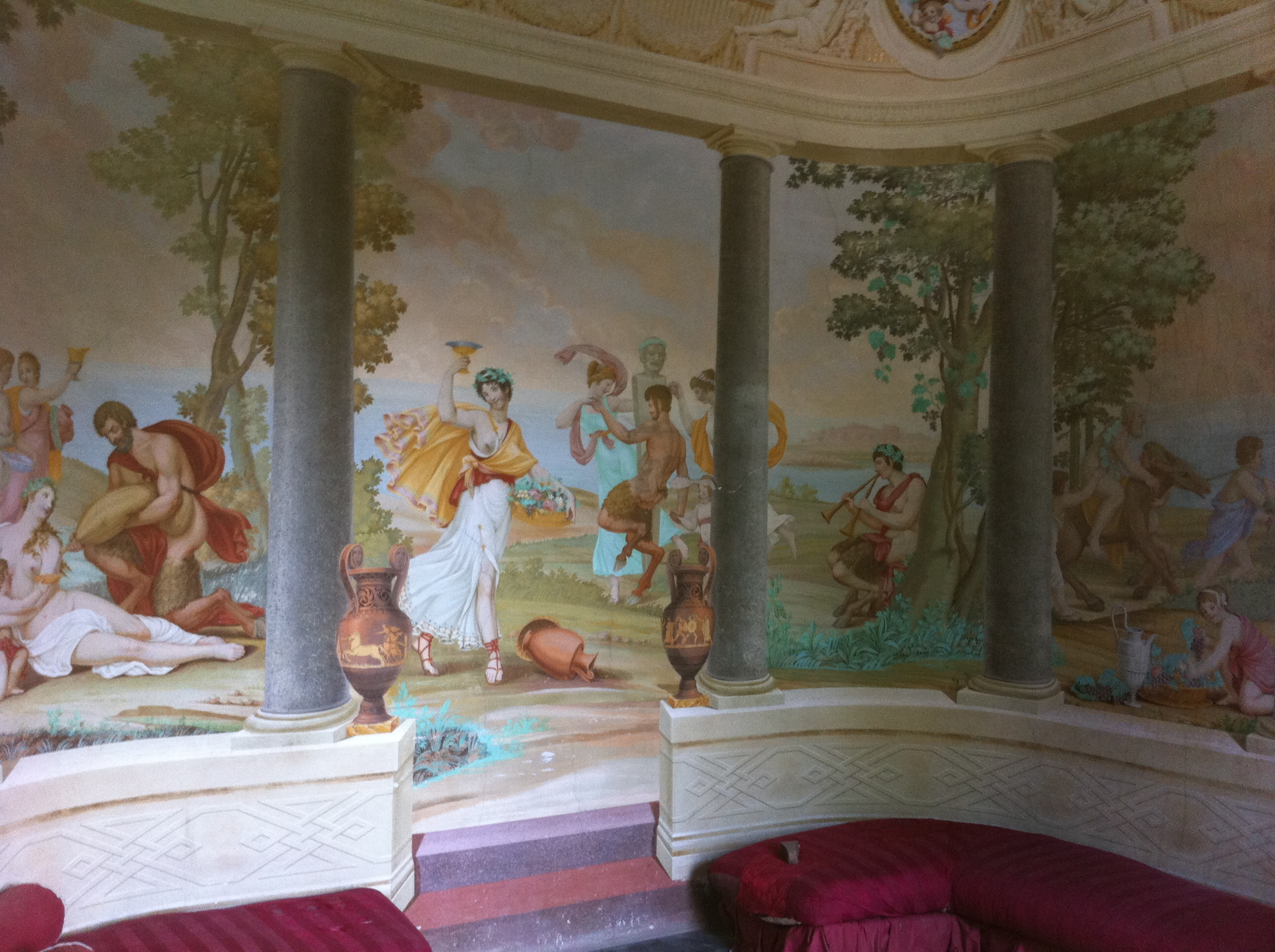
Parete affrescata di uno dei saloni di Villa Roncioni

La Villa Roncioni si trova a Pugnano, frazione del comune di San Giuliano Terme (PI). Pugnano è sito lungo la strada statale 12 dell'Abetone e del Brennero fra Ripafratta e Molina di Quosa.
La dimora fu lo sfondo dell'amore tra Ugo Foscolo e Isabella Roncioni (già promessa in sposa al marchese Pietro Bartolommei), immortalata dal poeta nel personaggio di Teresa delle Ultime lettere di Jacopo Ortis.

## Storia e descrizione
Nel 1468 Guelfo Roncioni firmò l'atto di acquisto della proprietà dove circa cent'anni dopo fu descritto un caseggiamento a uso di cascina-fattoria, di dimensioni più piccole rispetto alla villa attuale, ma con alcune caratteristiche che si sono preservate fino ai giorni nostri come la scalinata.
Fu solo nel Settecento che questo luogo di produzione agricola e di occasionale residenza durante le battute di caccia venne trasformato in una vera e propria villa, sotto la guida dell'architetto Francesco Roncioni.
Furono allora trasferite altrove le cantine e i magazzini, mentre si aggiungeva un'ala e veniva ridisegnata la facciata. I lavori all'interno iniziarono nel 1747 e si protrassero fino ai primi dell'Ottocento. Tra gli architetti impegnati vi lavorarono Antonio Niccolini e Pasquale Cioffo, mentre la decorazione pittorica fu supervisionata da Giovanni Battista Tempesti e Giuseppe Bacchini, i quali impostarono false prospettive, grottesche e scene mitologiche in pieno stile rococò.
Un piccolo gioiello legato alle attività protoindustriali è il padiglione della bigattiera, in stile neogotico, fatto costruire nel 1822 da Francesco Roncioni su suggerimento del membro dell'Accademia dei Georgofili Raffaele Lambruschini per ospitare un allevamento di bachi da seta e le filande seriche (l'edificio, simile un'abbazia inglese, è opera dell'architetto Alessandro Gherardesca).
Verso la metà dell'Ottocento fu realizzato il grande parco all'inglese che circonda la villa, unendo anche la proprietà della confinante Villa del Vollia. Facevano parte delle strutture romantiche disseminate nel parco la cappella familiare, costruita riutilizzando materiali di spoglio di vecchie arche sepolcrali, un castello (rimasto incompiuto), una cascata, un lago e una grotta artificiale (con volta a botte ricoperta di pietre dure, madreperla e conchiglie).
Dal 3 dicembre 2011 Villa Roncioni è la sede della Fondazione Cerratelli, che raccoglie l'eredità della famosa Casa d'arte fiorentina, costituita da circa venticinquemila costumi e ventimila fra locandine di film, foto di scena, manifesti e bozzetti.

## Nei media
- La villa è il set principale del film televisivo, di genere giallo, Il gioko, diretto da Lamberto Bava nel 1988, che fa parte del ciclo televisivo Alta tensione.
- Nella villa Jane Campion ha girato nel 1996 alcune scene di  Ritratto di signora (The Portrait of a Lady), film basato su un romanzo di Henry James.